# Wriothesley Russell (1804-1886)
Pour les articles homonymes, voir Wriothesley Russell.
Wriothesley Russell (11 mai 1804 - 6 avril 1886) est un chanoine de Windsor de 1840 à 1886

## Famille
Il est né le 11 mai 1804, le quatrième fils de John Russell (6e duc de Bedford) et Georgiana Gordon, fille d'Alexander Gordon, 4e duc de Gordon.
Il épouse sa cousine au deuxième degré, Elizabeth Russell. Ils ont trois enfants:
- Alfred John Russell (13 août 1833 – 11 février 1857)
- Algernon Wriothesley Russell (30 août 1835 – 19 février 1908)
- Evelyn Mary Eliza Russell (5 mai 1837 – 5 décembre 1913)

## Carrière
Il fait ses études à Trinity College, Cambridge et obtient un MA en 1829
Il est nommé:
- Recteur de Streatham, Surrey
- Recteur de l'Église Saint-michel, Chenies, Buckinghamshire, 1829
- Le sous-Greffier de la garde-robe de la Reine Victoria[2]

Il est nommé chanoine de la neuvième stalle de la Chapelle St George du Château de Windsor, en 1840, un poste qu'il occupe jusqu'à sa démission, en 1886.